# Maison rurale à Ležimir
La maison rurale à Ležimir (en serbe cyrillique : Сеоска кућа у Лежимиру ; en serbe latin : Seoska kuća u Ležimiru) se trouve à Ležimir, dans la province de Voïvodine et sur le territoire de la ville de Sremska Mitrovica, en Serbie. Elle est inscrite sur la liste des monuments culturels de grande importance de la république de Serbie (identifiant no SK 1324).

## Présentation
La maison, située 27 rue Pinkijeva, a été construite à la fin du XVIIIe siècle. En 1790, elle a vu naître Gligorije Vozarević, le premier libraire et éditeur serbe.
Conçue pour un usage résidentiel, elle comporte deux façades, l'une donnant sur la rue, l'autre sur la cour. En raison de la pente du terrain, la partie des fondations sur le devant est haute et l'on y trouve un sous-sol en pierre grise. Les murs sont enduits de plâtre et les bardeaux qui recouvraient autrefois le toit ont été remplacés par des tuiles. Le long de la maison court une galerie-porche qui permet l'accès à la cuisine et à la pièce de devant et, depuis à la cuisine, l'accès à une seconde pièce. Sur le devant se trouve une chambre d'ami dont le plafond est décoré de motifs plastiques représentant la lune et le soleil.
La maison sert encore aujourd'hui de lieu d'habitation.